# Alok Nath
Alok Nath (ur. 10 lipca 1956) – hinduski aktor filmowy, znany głównie z ról drugoplanowych. W ciągu swej długiej, prawie trzydziestoletniej kariery, wystąpił w przeszło 130 bollywoodzkich filmach, zagrał również, w 1982 roku, epizodyczną rolę w nagrodzonym ośmioma Oscarami obrazie Richarda Attenborough, Gandhi. W ostatnich latach aktor wyspecjalizował się w odgrywaniu ról ojców albo wujków głównych bohaterów.

## Wybrana filmografia
- 2006 Poślubiona ... wujek Poonam
- 2002 Na Tum Jaano Na Hum ... Mr. Malhotra
- 2002 Hum Tumhare Hain Sanam ... Dev Narayan
- 2001 Czasem słońce, czasem deszcz ... Bauji (ojciec Anjali i Poo)
- 1999 Hum Saath-Saath Hain: We Stand United ... Ramkishen
- 1994 Hum Aapke Hain Kaun ... Kailashnath
- 1992 Deewana ... Mr. Sharma
- 1989 Maine Pyar Kiya ... Karan
- 1982 Gandhi ... Tyeb Mohammed
- 1980 Rishte-Naate